# Bolborhynchus
Bolborhynchus es un género de aves psitaciformes de la familia Psittacidae. Agrupa a tres 
especies originarias de América Central y Sudamérica.

## Especies
Se distinguen las siguientes especies:
- Bolborhynchus ferrugineifrons (Lawrence, 1880) – Catita frentirrufa
- Bolborhynchus lineola (Cassin, 1853) – Catita barrada
- Bolborhynchus orbygnesius (Souance, 1856) – Catita andina